# Bob Berg
Bob Berg (Nueva York, 7 de abril de 1951 - 5 de diciembre del 2002) fue un músico estadounidense de jazz y jazz fusion, saxofonista tenor; tocaba también el soprano. 

## Biografía
Nacido en el barrio neoyorquino de Brooklyn, Bob Berg comienza sus estudios de piano con seis años. A los trece descubre el jazz de la mano de Cannonball Adderley y Horace Silver, y se pasa al saxo alto. Tras su paso por la prestigiosa Juilliard School of Music inicia su carrera profesional como en 1968, junto al organista Brother Jack McDuff, y se especializa en el saxo tenor siguiendo la estela de su admirado John Coltrane. Durante esta época Berg compagina su actividad como músico con trabajos como camionero y taxista, pero sigue estudiando seriamente, y
tras ciertos coqueteos con el mundo del free jazz, Bob Berg renuncia al jazz de vanguardia para centrarse en el bop en boga en esa época. Su amigo Michael Brecker lo recomienda a su héroe de juventud, el pianista Horace Silver, en cuya banda Berg ingresa en 1973 y permanece durante tres años.
En 1976 reemplaza a George Coleman en Eastern Rebellion, el cuarteto de Cedar Walton. Berg permanece en la agrupación durante cinco años, junto a gigantes del jazz como el bajista Sam Jones y el baterista Billy Higgins. En 1978 graba su debut como solista, New Birth, pero sigue trabajando con la banda de Walton, con la que efectúa numerosas giras y graba un buen número de discos.
En 1981 abandona a Walton para editar al año siguiente su Steppin': Live in Europe, justo antes de unirse, en 1984 a Miles Davis. Permanece con el trompetista durante tres años, y en 1987 graba un nuevo trabajo, bajo el título Short stories. Berg cierra la década con una serie de grabaciones junto al guitarrista Mike Stern.
En 1992 ingresa en la banda acústica de otro pianista legendario, Chick Corea, al tiempo que efetúa un tour por el Caribe y gran parte de la antigua Unión Soviética, como embajador cultural de su país. En 1997 edita Another Standard, ingresa en los Steps Ahead de Mike Mainieri y en el supergrupo The Jazz Times Superband, junto a Randy Brecker, Joey Defranchesco, y Dennis Chambers. En 2002, mientras trabajaba en un álbum con el vibrafonista Joe Locke fallece en un accidente de tráfico cerca de su casa de Long Island.

## Estilo y valoración
Considerado como uno de los más expresivos saxofonistas de jazz contemporáneo, Bob Berg era un excelente improvisador dotado de una increíble técnica que le proporcionaba un potente sonido, perfectamente articulado en cada una de sus notas. Su talento explotó con la colaboración con Miles Davis, dando vida a un estilo violento, exuberante, vigoroso y a la vez delicado y sensible, que encajaba perfectamente con la música de Miles. Berg, sea al saxo tenor, sea al soprano era un heredero natural de la escuela Coltrane y su pérdida fue enormemente lamentada por la comunidad de músicos y amantes del jazz

## Discografía

### Como líder
- New Birth (1978; Xanadu Records)
- Steppin': Live in Europe (1982)
- Short Stories (1987) Denon Records
- Cycles (1988)
- Live at the Sweet Basil con Randy Brecker (Sonet)
- In the Shadows (1990)
- New York Journey with M. Genoud, J.C. Lavanchy, I. Malherbe (1990) (Preludio Productions)
- Back Roads (1991)
- Virtual Reality (1992)
- Enter the Spirit (1993)
- Riddles (1994)
- The Best of Bob Berg (1995)
- Another Standard (1997)
- Jazz Times Superband (2000)

### Comosideman
Con Miles Davis
- You're Under Arrest (1985)

Con Horace Silver
- Silver 'n Brass (1975)
- Silver 'n Wood (1976)

Con Dizzy Gillespie
- Rhythmstick (1990)

Con Cedar Walton
- First Set (1979) (Steeplechase)
- Second Set  (1979) (Steeplechase)
- Third Set  (1979) (Steeplechase)
- Animation  (1979) CBS Records
- Eastern Rebellion 2  (1979) (Timeless)

Con Mike Stern
- Cycles (1988)
- In the Shadows (1990)

Con Chick Corea
- Time Warp (1995) (Stretch Records)